# Grandes Loges unies d'Allemagne
Les Grandes Loges unies d'Allemagne (Vereinigte Großlogen von Deutschland VGLvD) est le nom d'une confédération d’obédiences maçonniques en Allemagne. Fondée en 1958 par cinq grandes loges, elle est reconnue par la Grande Loge unie d'Angleterre et fait à ce titre partie du courant des obédiences dites « régulières ».

## Composition
La confédération est fondée par cinq grandes loges : 
- la Grande Loge des anciens maçons libres et acceptés d'Allemagne (Großloge der Alten Freien und Angenommenen Maurer von Deutschland, GL AFuAMvD) ;
- la Grand Loge provinciale des francs-maçons allemands (Große Landesloge der Freimaurer von Deutschland, GLL FvD) ;
- la Grande Loge mère nationale : les Trois globes (Große National-Mutterloge : Zu den drei Weltkugeln, (GNML 3WK) ;
- la Grande Loge des francs-maçons britanniques en Allemagne (British Freemasons in Germany , GL BFG) ;
- la Grande Loge américaine et canadienne (American Canadian Grand Lodge,  A.F. & A.M ,ACGL).

## Grands-maîtres
- Theodor Vogel (1958–1959),
- Friedrich August Pinkerneil (1959–1960 et 1962–1963),
- Konrad Merkel (1960–1961),
- Richard Müller-Börner (1961–1962),
- Willi Schulz (1963–1965 et 1969–1970),
- Werner Römer, (1965–1966 et 1968–1969),
- Heinz Rüggeberg (1966–1968),
- Hans Gemünd (1970–1971),
- Hermann Kehlenbeck (1971–1972),
- Friedrich Heller (1972–1975),
- Walter Veit (1975–1976),
- Hans Werner Schneider (1976),
- Günther Gall (1976–1977),
- Bernhard Rohland (1977–1978),
- Jürgen Holtorf (1978–1985),
- Ernst Walter (1985–1991),
- Rainer J. Schicke (1991–1997),
- Alfred F. Koska (1997–2003),
- Klaus Horneffer (2003–2006),
- Klaus-M. Kott (2006–2009),
- Rüdiger Templin (2009-2015)
- Christoph Bosbach (2015-)